# 廣畑涙嘉
廣畑 涙嘉（ひろはた るか、1969年4月3日 - ）は、日本基督教団の牧師である。
カトリック教会とプロテスタントの対立を終わらせるエキュメニカル運動を目指して来た。2011年4月より高野山大学大学院文学研究科修士課程密教学専攻通信教育課程に在学し、2012年5月～6月高野山金剛峯寺、高野山大学大菩提院道場にて受戒を受け、比丘尼となる。シャンソン歌手でもある。

## 経歴
岡山県東粟倉村（現美作市）にて生まれる。高校2年の時、最愛の祖母が亡くなった事をきっかけに人の死について考えるようになり、アメリカのミッションボードの教会の洗礼を受ける。
英知大学（現聖トマス大学）仏文科卒。1998年に同志社大学大学院神学研究科修了。神学修士。2001年に按手礼を受けて、日本基督教団正教師となる。日本基督教団阿倍野教会、日本基督教団生駒伝道所の協力牧師等、大阪教区のいくつかの教会・伝道所の担任教師を務めたのち、現在は、開拓伝道で設立して、2007年に日本基督教団の認可を受けた、日本基督教団チャペル福音館（京都教区）の主任担任教師（牧師）。
エキュメニカルの信仰を大切にするばかりではなく、キリスト教以外の宗教・仏教・殊に真言密教との対話を極めて重要視している。そこから宗教的な救いというものの重要性を狭い枠ではなくより広がりを持って捉えていくことを目指している。そのために高野山大学大学院文学研究科修士課程密教学専攻通信教育課程に2011年4月より在学し、密教学を本格的に学び始めた。2012年5月高野山金剛峯寺で剃髪・得度、同じく2012年5月～6月高野山金剛峯寺、高野山大学大菩提院道場にて受戒を受け、正式に出家した比丘尼となる。僧名:恵光として真言の僧侶としての道も歩み始めた。2013年3月、高野山大学大学院文学研究科の密教学専攻修士課程を修了。
性同一性障害の当事者として、2003年に性別適合手術を受け、2004年には性同一性障害者の性別の取扱いの特例に関する法律に則り、戸籍上の性別を女性に変更する。
シャンソン歌手としては美輪明宏を通じてシャンソンと出会い、26歳の時にシャンソン歌手の合掌一郎に弟子入り。合掌の手引きで新都ホテルやリッツカールトンホテルなど、関西の大手ホテルと提携したコンサートに出演した。途中、性転換手術により男性歌手から女性歌手になってからは、女性の歌、とりわけ愛を主題とした歌を多く歌うようになった。2001年からは日本基督教団チャペル福音館のある建物の1階に設立した「スナックるか」にてライブを開催する他、大阪のライブハウスなどでも活動を行っている。

## 人物
- 小さい頃から恋愛の対象は男性で、初恋は小学5年の時、相手はクラスメイトの男子生徒だった[3][4]。高校時代は別の高校の男子生徒と半同棲生活を送っていた[7]。
- 涙嘉という名前は「涙は喜びに変わる」という意味で、自分で付けた名前[13]。
- 父は小学校の元校長。厳格な家庭に育ち、中学時代はそれに反発してヤンキーのような生活を送っていた[6][7]。その父からは20歳の時に「男性しか愛せない」と打ち明けた際、テーブルをひっくり返して激怒された[3][4]。その後は長らく会わない状態が続いていたが、ある年、そんな父から体を気遣う年賀状が届いたという[9]。

## 著作
- 『オトコが女になるとき―性転換の幸せ』　ISBN 4062132702